# Malena Doria
Magdalena Doria Carrasco, más conocida como Malena Doria (23 de julio de 1933-19 de abril de 1999), fue una primera actriz mexicana, hija de la actriz Ada Carrasco.

## Biografía
Malena comenzó su carrera como actriz a fines de la década de 1950, debutando en la película Pobres millonarios en 1957. En televisión debutó en la telenovela Mi esposa se divorcia en 1959. Desde entonces forjó una sólida carrera como actriz de cine y televisión. Participó en películas como Las Poquianchis, Historias violentas, La mujer de Benjamín y El patrullero entre muchas otras. Realizó una variedad de personajes en televisión, destacándose como villana en telenovelas como El maleficio, Encadenados, Sueño de amor e Imperio de cristal entre otras. En total participó en 30 telenovelas, como Lucía Sombra, La maldición de la blonda, El derecho de nacer y Herencia maldita.

## Vida familiar y privada
Se casó con el actor Jorge del Campo, con quien tuvo tres hijos: Jorge (1964-1994), Magda Rodríguez Doria (1963-2020) y Andrea Rodríguez Doria, productoras de los programas Con sello de mujer y Enamorándonos, de TV Azteca, y del programa Hoy, de Televisa. Tiene tres nietos, Andrea Escalona hijo de Magda Rodríguez, actriz y conductora de este último programa Hoy, Paulino y Natalia hijos de Andrea Rodríguez.[cita requerida]

## Fallecimiento
Falleció el 19 de abril de 1999 a los 65 años en un hospital de la Ciudad de México tras haber estado enferma de cáncer de nasofaringe que fue complicada por la diabetes mellitus que padecía, sus restos fueron cremados en el Panteón Español donde descansan los restos de su madre Ada Carrasco, que fueron sepultados. Se desconoce si las cenizas descansan en ese mismo panteón junto a su madre o en la vivienda familiar ubicada en Valle de Bravo en el Estado de México, donde reposan las cenizas de su hija Magda Rodríguez, fallecida el 1 de noviembre de 2020 a los 57 años a causa de un shock hipovolémico

## Filmografía

### Telenovelas
- No tengo madre (1997) .... Gudelia
- Morir dos veces (1996) .... Cristina Lezama Cortéz
- Imperio de cristal (1994-1995) .... Trinidad
- Sueño de amor (1993) .... Aurelia
- Encadenados (1988-1989) .... Bertha
- Herencia maldita (1986-1987) .... Virginia
- El maleficio (1983-1984) .... Soledad
- El derecho de nacer (1981-1982) .... Sor Julia
- Al rojo vivo (1980-1981) .... Adelaida
- Añoranza (1979)
- María José (1978-1979) .... Sara
- Los bandidos del río frío (1975-1976) .... Tules
- El manantial del milagro (1974) .... Marta
- Siempre habrá un mañana (1974) .... Asunción
- Entre brumas (1973) .... Elizabeth
- Cartas sin destino (1973)
- Las fieras (1972) .... Martha
- La maldición de la blonda (1971) .... Dolores
- Lucía Sombra (1971-1972) .... Déborah Duwa
- La cruz de Marisa Cruces (1970-1971)
- Los Caudillos (1968-1969) .... María Antonieta Morelos
- Tiempo de perdón (1968)
- Leyendas de México (1968)
- Amor en el desierto (1967)
- El espejismo brillaba (1966)
- La mentira (1965)
- Una mujer (1965)
- Las momias de Guanajuato (1962-1963)
- Sor Juana Inés de la Cruz (1962)
- La leona (1961)
- Mi esposa se divorcia (1959)

### Películas
- Las esclavas del sadismo (1994)
- Se equivocó la cigüeña (1993) .... Bety
- El asesino del zodíaco (1993) .... Madre Conchita
- Wild Blue Moon (1992) .... Madre de Luna
- El patrullero (1992) .... Abuela
- Pure Luck (1991) .... Religiosa
- One Man's War (1991) .... Sra. Ramírez
- La mujer de Benjamín (1991) .... Micaela[3]
- Mujer de cabaret (1990)
- Matón de rancho (1988)
- El rutas (1988)
- The mission... Kill (1987) .... Maestra
- El rey de la vecindad (1985)
- Historias violentas (1985)
- Little Treasure (1985) .... Evangelina
- Oficio de tinieblas (1981)
- ¡Pum! (1979)
- Raíces de sangre (1979)
- El complot mongol (1978)
- Las poquianchis (1976) .... Chuy
- Canoa (1975) .... Ama de llaves del cura
- Pobres millonarios (1957)

## Premios y nominaciones

### Premios TVyNovelas
| Año  | Categoría     | Telenovela       | Resultado |
| ---- | ------------- | ---------------- | --------- |
| 1987 | Mejor villana | Herencia maldita | Nominada  |